# Fiume a canali intrecciati

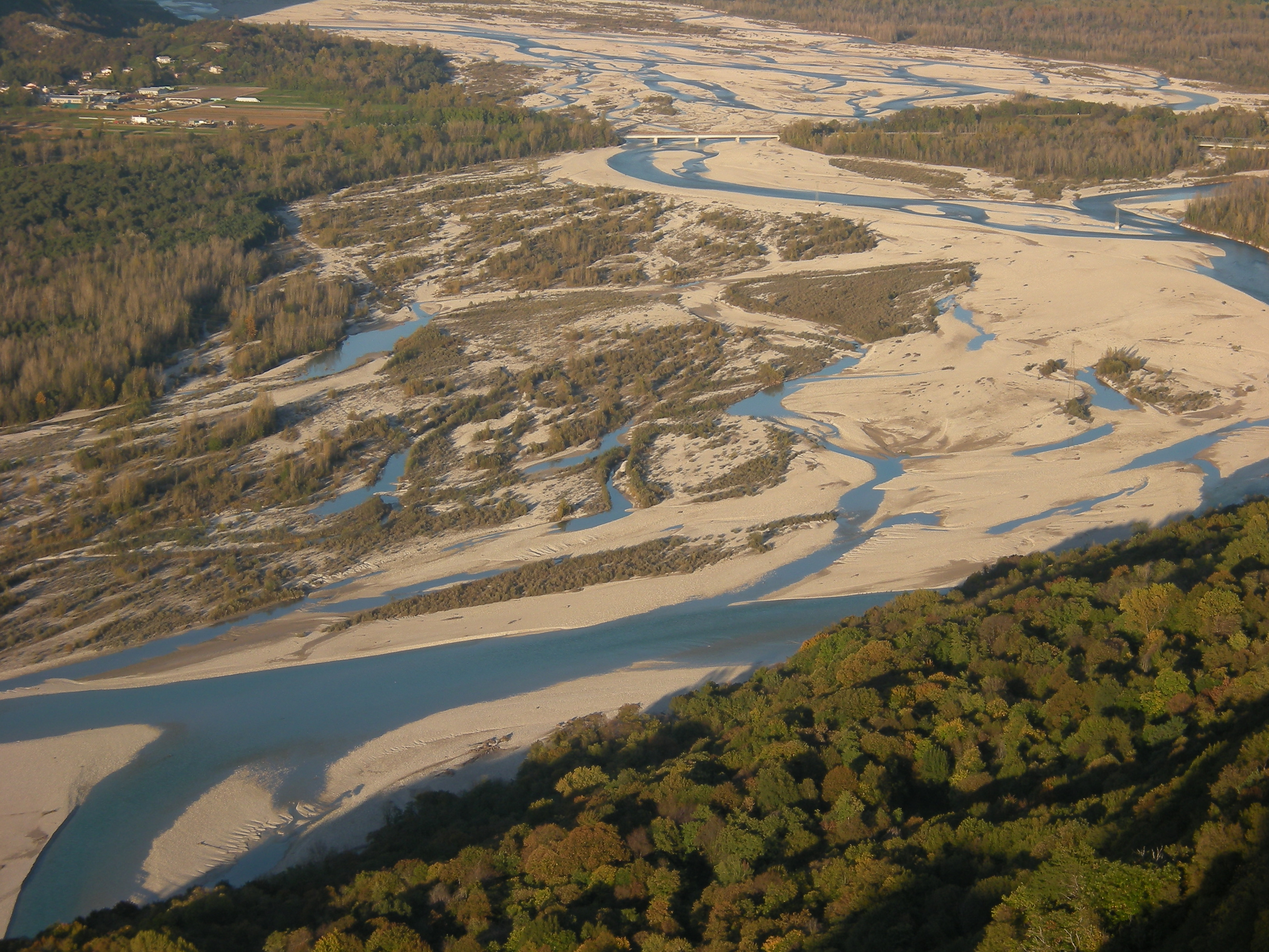
Il Tagliamento è l'unico fiume che scorre dalle Alpi rimasto con morfologia a canali intrecciati pressoché inalterata

Un fiume a canali intrecciati possiede un particolare tipo di morfologia fluviale, consistente in una rete di canali d'acqua intrecciati fra loro all'interno di un alveo ghiaioso molto profondo ed ampio. Tale morfologia, a volte anche detta pluricursale o a rami intrecciati, anche se a prima vista può essere confusa con quella meandriforme, ne è completamente differente sotto molti aspetti.

## Descrizione

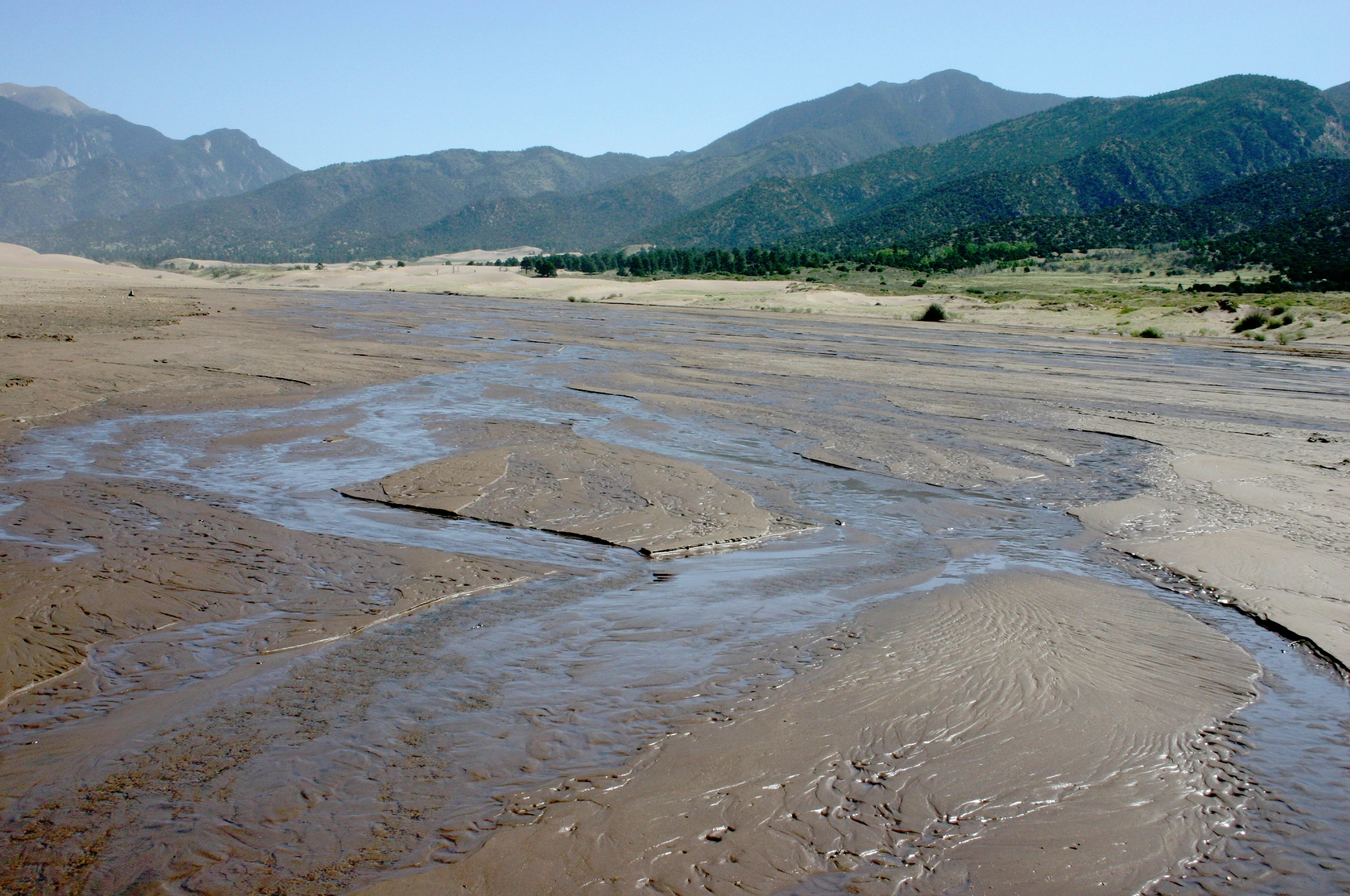

### Formazione
La morfologia a canali intrecciati si presenta in corsi d'acqua dotati di un elevato carico di sedimenti e/o caratterizzati da un cambio di pendenza in corrispondenza dell'uscita sulla pianura dopo un tratto montano.
Questo perché con la riduzione della pendenza l'energia fornita dalla corrente non è più sufficiente al trasporto della maggior parte dei materiali che il fiume fino ad allora era stato in grado di convogliare verso valle. Questi ultimi vengono quindi deposti in alveo con la conseguente formazione di isole ghiaiose e ciottolose le quali ostacolano lo scorrimento del fiume e lo costringono a dividersi in numerosi canali secondari intrecciati tra di loro.

### Evoluzione temporale
I canali e i banchi di detriti che li separano sono in genere piuttosto instabili nel tempo e la loro disposizione può cambiare significativamente nel corso degli eventi di piena che coinvolgono il corso d'acqua. L'assunzione di una morfologia a canali intrecciati piuttosto che a canale unico può infatti essere una risposta a sollecitazioni naturali, quali eventi di piena eccezionali, o di origine umana, quali l'arginatura dei corsi d'acqua e l'attività estrattiva in alveo. 

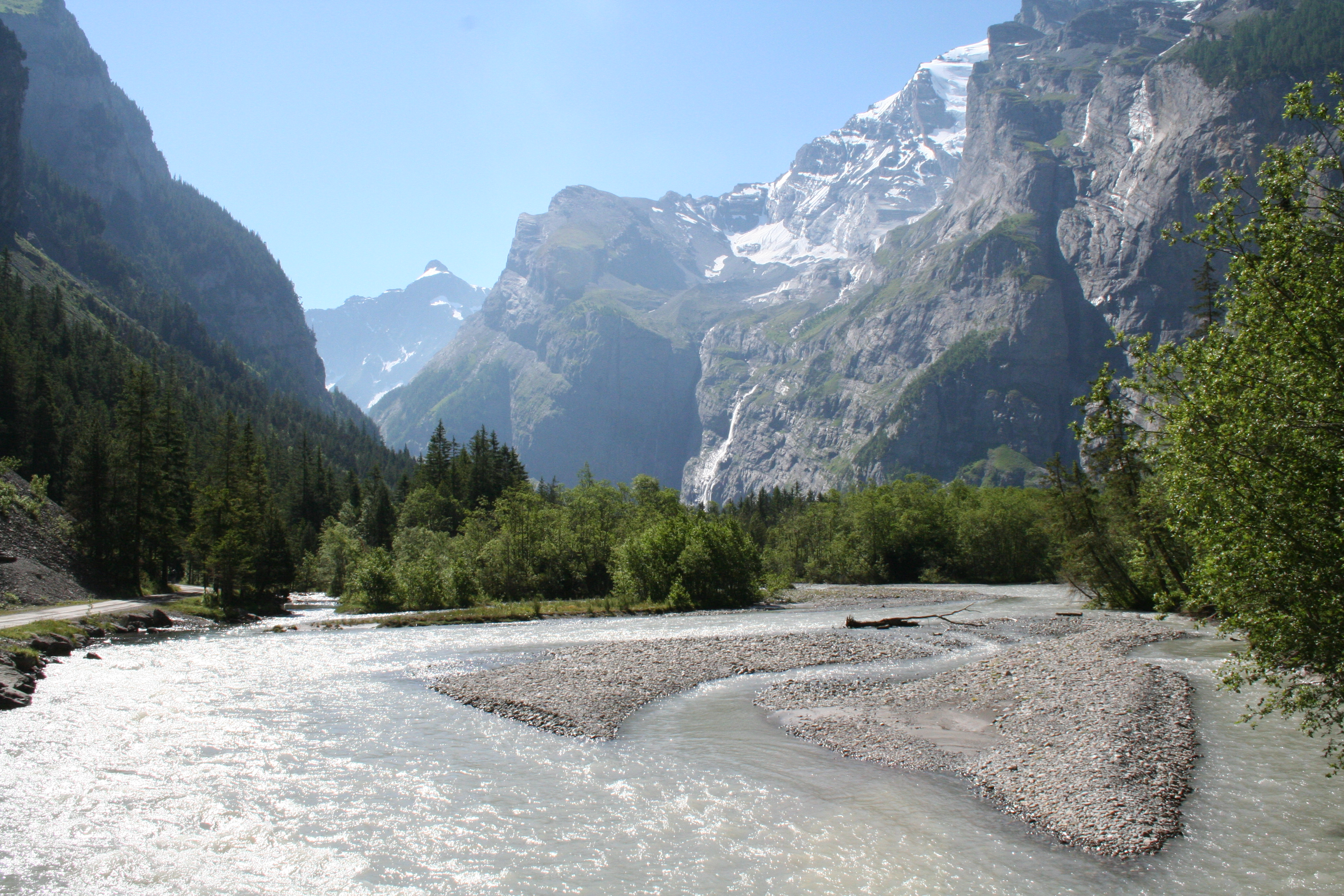

Ad esempio l'Orco, un grosso torrente del Piemonte nord-occidentale, è passato nel corso del XX secolo da una morfologia pluricursale ad una prevalentemente a canale unico, con un letto di scorrimento fortemente inciso rispetto al piano di campagna a causa della massiccia estrazione di inerti. In contemporanea il torrente aveva subito un notevole restringimento del proprio alveo, al quale erano state sottratte vaste aree destinate a fini residenziali e produttivi. Questo stato di cose ha avuto una brusca inversione di tendenza in concomitanza con le eccezionali piene del settembre 1993 e dell'ottobre del 2000.
L'erosione laterale operata dalle enormi masse d'acqua messe in moto da tali eventi e la deposizione di grandi quantità di detrito hanno infatti recuperato spazi da tempo abbandonati dal torrente nonché riattivato vecchi bracci fluviali ripristinando, almeno localmente, la morfologia pluricursale presente in passato e testimoniata dall'analisi della cartografia storica.

### Localizzazione

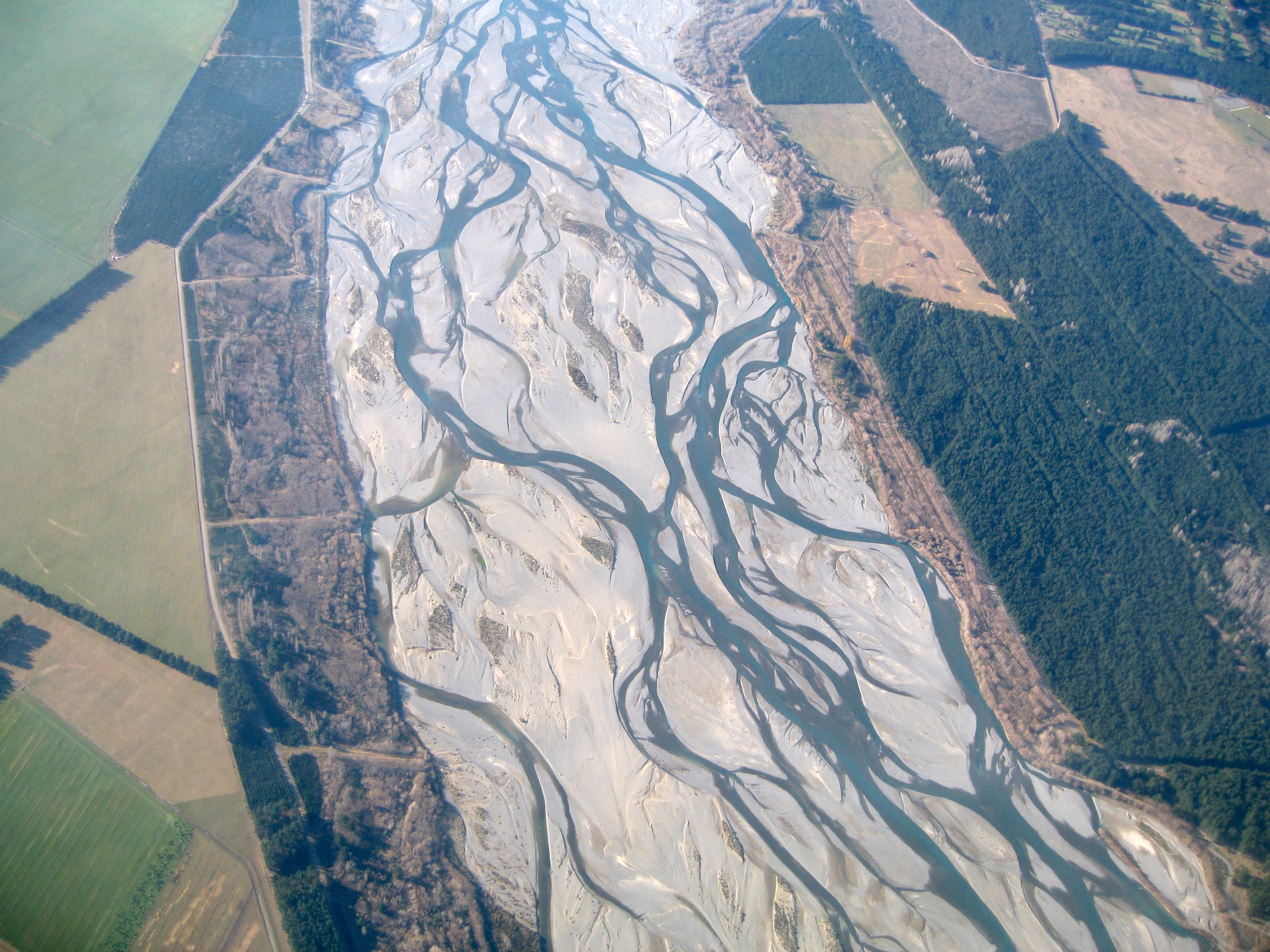
Il fiume Waimakariri nell'isola meridionale della Nuova Zelanda

I corsi d'acqua che attraversano le porzioni di alta pianura formatesi ai piedi delle catene montuose per fusione tra conoidi di deiezione contigui sono quelli nei quali la morfologia a canali intrecciati è più frequente. 
In Italia un tipico esempio di morfologia a canali intrecciati è il medio corso del fiume Tagliamento, in Friuli-Venezia Giulia, considerato l'ultimo fiume delle Alpi a mantenere intatta questa caratteristica in quanto preservato da massicci interventi antropici. 
Un altro importante fiume europeo a canali intrecciati è il Narew, che scorre al confine tra Polonia e Bielorussia. Notevoli esempi in questo senso sono inoltre il Bramaputra in India e i corsi d'acqua che attraversano le piane di Canterbury in Nuova Zelanda.